# Kinross (Schotland)
Kinross (Ceann Rois) is een plaats en voormalige burgh in het Schotse bestuurlijke gebied Perth and Kinross, gelegen aan de M90. De naam Kinross betekent hoofd van de punt en verwijst naar de vroegere locatie van de kerk die uitkeek over Loch Leven.
In het meer Loch Leven ligt Castle Island met daarop Lochleven Castle, waar Maria Stuart gevangen werd gehouden en afstand deed van de Schotse troon ten gunste van haar minderjarige zoon Jacobus VI, totdat zij op 2 mei 1568 wist te ontsnappen.
In Kinross bevindt zich het Kinross House met tuinen en parken, aangelegd door William Bruce of Balcaskie vanaf 1690.
Sinds de 18e eeuw is de plaats een stad van wevers, die in het bijzonder kasjmier produceren.
Van de 13e eeuw tot 1975 Kinross was de hoofdplaats van een graafschap (Kinross-shire), het tweede kleinste in Schotland.